# Кызыл-Суу (Иссык-Кульская область)
Кызыл-Суу (кирг. Кызыл-Суу; до 1992 года — Покровка) — село и районный центр Джети-Огузского района Иссык-Кульской области Киргизской Республики. Население — 15 389 жителей (2009).
Центр Кызыл-Сууского аильного округа.

## Описание
Расположено примерно в 10 км от озера Иссык-Куль на автодороге A363 между горным ущельем и курортом Джети-Огуз и Барскоон.
Современное название Кызыл-Суу произошло от реки, протекающей через село — Чон-Кызыл-Су (в переводе — «большая красная вода», из-за смыва красной глины, окрашивающей воду после дождя). Одна из горных рек, стекающих с северного склона хребта Терскей Ала-Тоо.
Река берет начало у нескольких ледников гребневой зоны, устье её расположено в Покровском заливе озера Иссык-Куль. У поселка Чон-Кызыл-Су начинается разбор воды на орошение, и в отдельные периоды года до озера она не доходит.

## История

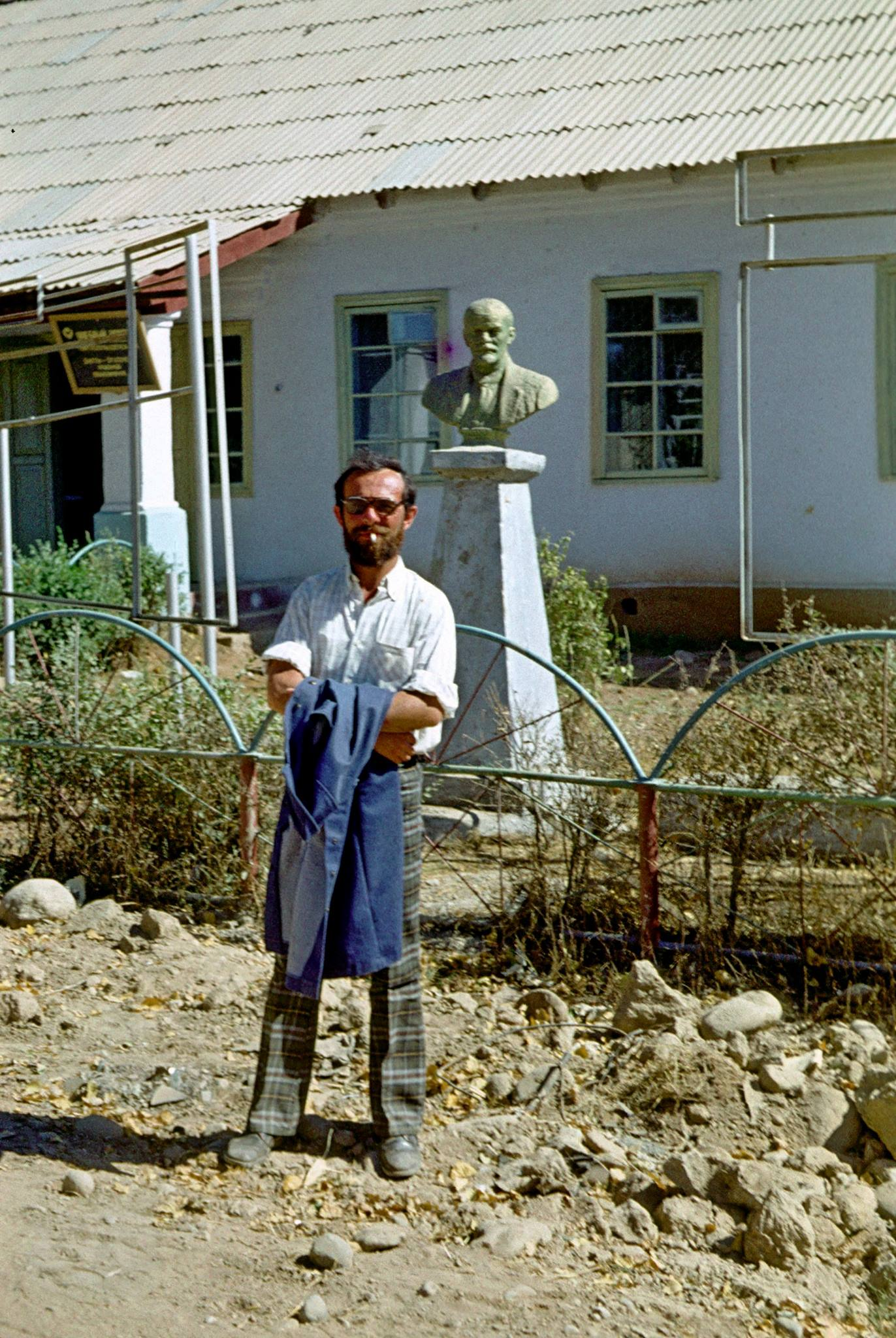
Почта в селе Покровка, С. Л. Перешкольник

В районе села в древности было поселение саков, жители которого занимались земледелием и ремеслом.
Около 160 года до н. э. здесь находилась столица усуней Чигу — Чигучэн (Кызыл Ангар, город Красной долины).
В 1881—1893 годах деревня называлась Сливкино. В 1895—1919 годах село называлось Покровское, Ново-Покровское или Сливкина на реке Кызыл-Су. В Киргизской ССР посёлок назывался Покровка.
В посёлке находилась метеостанция (на высоте 1740 метров над уровнем моря), входившая в сеть Гидрометцентра СССР.
В 1948—1997 годах работала научная база Тянь-Шанской высокогорной физико-географической станции АН СССР / АН Киргизской ССР.

## Известные жители

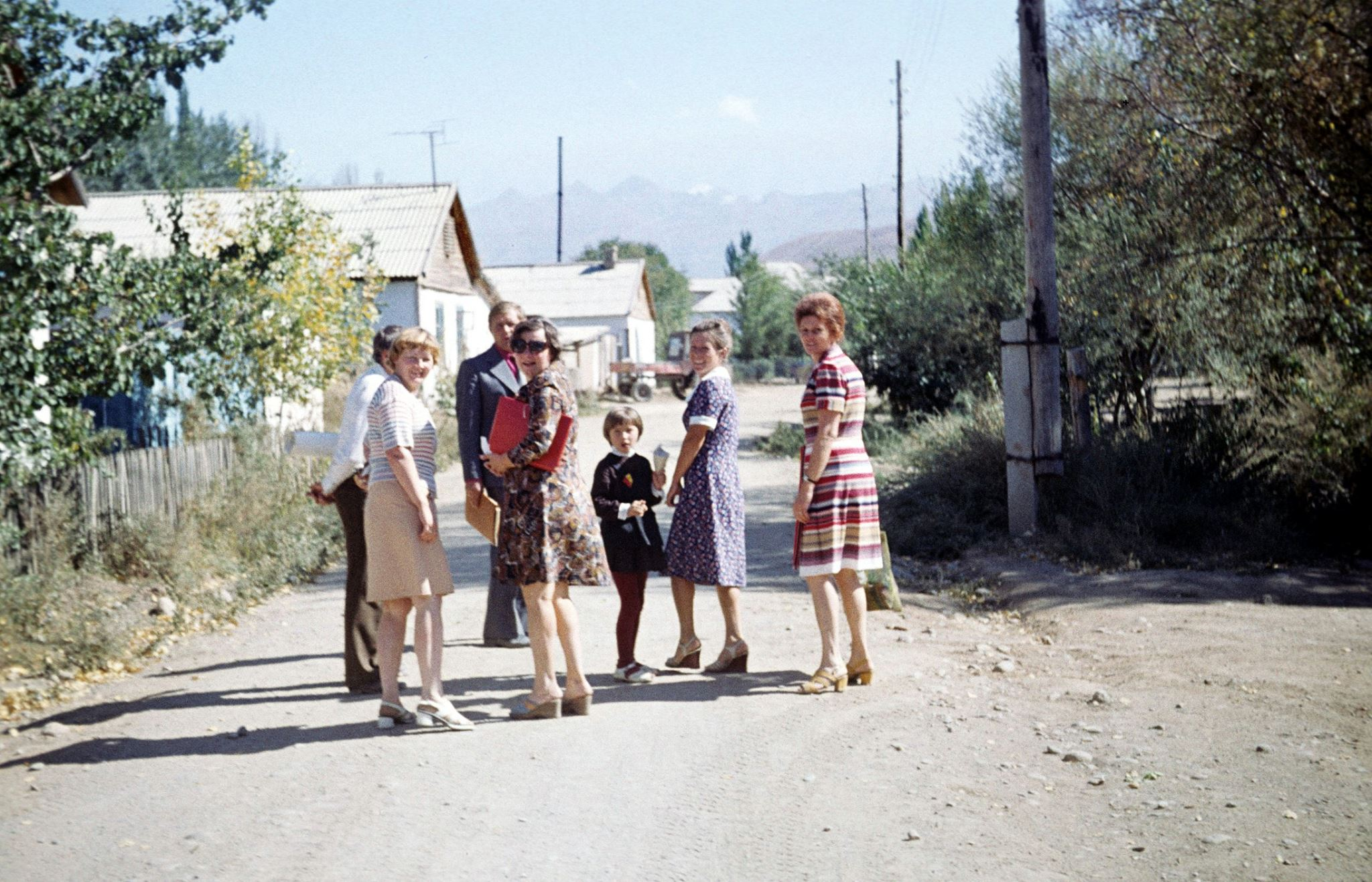
В селе Покровка, 1978

- Андрей Алексеевич Титов — наводчик противотанкового ружья 4-го эскадрона 60-го гвардейского кавалерийского полка 16-й гвардейской Черниговской кавалерийской дивизии, сформированной в декабре 1941 года в городе Уфе, как 112-я Башкирская кавалерийская дивизия, 7-го гвардейского кавалерийского корпуса 61-й армии Центрального фронта, гвардии ефрейтор, Герой Советского Союза.
- Забиров, Рашид Джамалиевич — советский географ, гляциолог, организатор науки. Директор Тянь-Шанской физико-географической станцией АН Киргизской ССР. Автор и редактор научных статей и монографий.
- Бондарев, Лев Георгиевич — советский и русский географ, доцент географического факультета МГУ. Специалист в области четвертичной геологии, геоморфологии, палеогеографии и геоэкологии. Занимался широким кругом научных вопросов от палеогеографии плейстоцена и гляциологии до проблемы воздействия производственной деятельности человека на природу. Участник многих экспедиций в горные районы Средней Азии. Автор более 200 научных статей и 15 монографий.
- Второв, Пётр Петрович — советский учёный-биогеограф, эколог, зоолог и деятель охраны природы. Основал новое направление научных исследований — синтетическая биогеография. Разработал научную концепцию создания эталонных участков биосферы. Автор учебников, определителя птиц и научных монографий.
- Перешкольник, Соломон Львович — российский зоолог, герпетолог, эколог, биогеограф, активист охраны природы и популяризатор науки. Ведущий зоолог научно-просветительского отдела (бывший Лекторий) Московского зоопарка. Автор и редактор научных и научно-популярных статей, книг, энциклопедий, фильмов и диафильмов по зоологии и биогеографии.
- Григорий Ефимович Конкин — стрелок 4-й роты 2-го батальона 1075-го стрелкового полка 316-й стрелковой дивизии 16-й армии Западного фронта, рядовой, Герой Советского Союза. Награждён орденом Ленина.